# Ariadne merionoides
Ariadne merionoides es una especie de lepidóptero de la familia Nymphalidae, género Ariadne.

## Localización
Esta especie se localiza en las islas de Célebes.